# Guerra da Orelha de Jenkins
A Guerra da Orelha de Jenkins ou Guerra do Asiento foi um conflito bélico ocorrido no Caribe, entre 1739 e 1748, durante o qual se enfrentaram as frotas e tropas coloniais da Grã-Bretanha e da Espanha (com auxílio da França, que enviou uma frota).
A partir de 1742, a contenda se transformou em um episódio da Guerra da Sucessão Austríaca, cujo teatro americano terminaria com a derrota inglesa e o retorno ao status quo ante bellum. A ação mais significativa da guerra foi o cerco de Cartagena das Índias, em 1741, quando foi derrotada uma frota britânica de 186 navios e quase 27 000 homens, por uma guarnição espanhola composta de 3 500 homens e seis navios de linha. A história não voltaria a ver uma batalha anfíbia de tal magnitude até o Desembarque da Normandia, mais de dois séculos depois.
O curioso nome, pelo qual a guerra é conhecida na historiografia inglesa, deve-se ao episódio considerado casus belli: o aprisionamento de um navio britânico por um barco-patrulha espanhol, quando, segundo o  capitão do navio britânico, Robert Jenkins, sua orelha foi cortada pelo capitão da embarcação espanhola, Julio León Fandiño. Em audiência realizada na Câmara dos Comuns, em 1738 — no contexto de uma campanha belicista, por parte da oposição parlamentar, contra o primeiro-ministro Walpole —, Jenkins denunciou o caso com a orelha na mão. Diante da repercussão do episódio, Walpole se viu obrigado, com relutância, a declarar guerra à Espanha, em 23 de outubro de 1739.  

## Nomenclatura
O incidente que deu nome à guerra ocorreu em 1731, na costa da Flórida, quando o navio britânico Rebecca foi interceptado, e sua tripulação embarcada no barco-patrulha espanhol La Isabela, comandado por Juan de León Fandiño. Após o embarque, Fandiño acusou Robert Jenkins de contrabando  e cortou sua orelha esquerda, dizendo: "Vá e diga ao seu rei que eu farei o mesmo com ele, se ele ousar fazer o mesmo que você". Em março de 1738, Jenkins recebeu ordem de testemunhar perante o Parlamento, presumivelmente para repetir sua história diante de um comitê da Câmara dos Comuns. Segundo alguns relatos, ele produziu a orelha decepada como parte de sua apresentação, embora não exista registro detalhado da audiência. O incidente foi considerado, juntamente com vários outros casos de "depredações espanholas contra súditos britânicos",  como um insulto à honra da Grã-Bretanha e um claro casus belli.
O conflito foi nomeado pelo ensaísta e historiador Thomas Carlyle, em 1858, cento e dez anos após o fim das hostilidades. Carlyle mencionou a orelha em várias passagens de sua History of Friedrich II (1858), mais notavelmente no livro XI, capítulo VI, onde se refere especificamente à "Guerra da orelha de Jenkins".

## Causas
A conclusão da Guerra de Sucessão Espanhola, com o tratado de Utrecht não havia suposto unicamente o desmembramento do patrimônio da monarquia hispânica na Europa. Inglaterra, já Grã-Bretanha, à parte de ter evitado a criação de uma potência hegemônica no continente europeu (com a combinação das monarquias bourbônicas de França e Espanha, junto com as possessões da última no continente), conseguiu amplas concessões comerciais no império espanhol na América. Assim, à parte da possessão de Gibraltar e Minorca (territórios reclamados pela Espanha durante todo o século XVIII), a Grã-Bretanha obteve o denominado «direito de assento» (possibilidade de vender escravos negros na América hispana) durante trinta anos e a concessão do «navio permitido» (que permitia o comércio direto da Grã-Bretanha com a América espanhola pelo volume de mercadorias que pudesse transportar um barco), rompendo assim o monopólio para o comércio com a América espanhola, restringido pela Coroa a comerciantes provenientes da Espanha metropolitana. Ambos os acordos comerciais estavam aos auspícios da Companhia dos Mares do Sul.

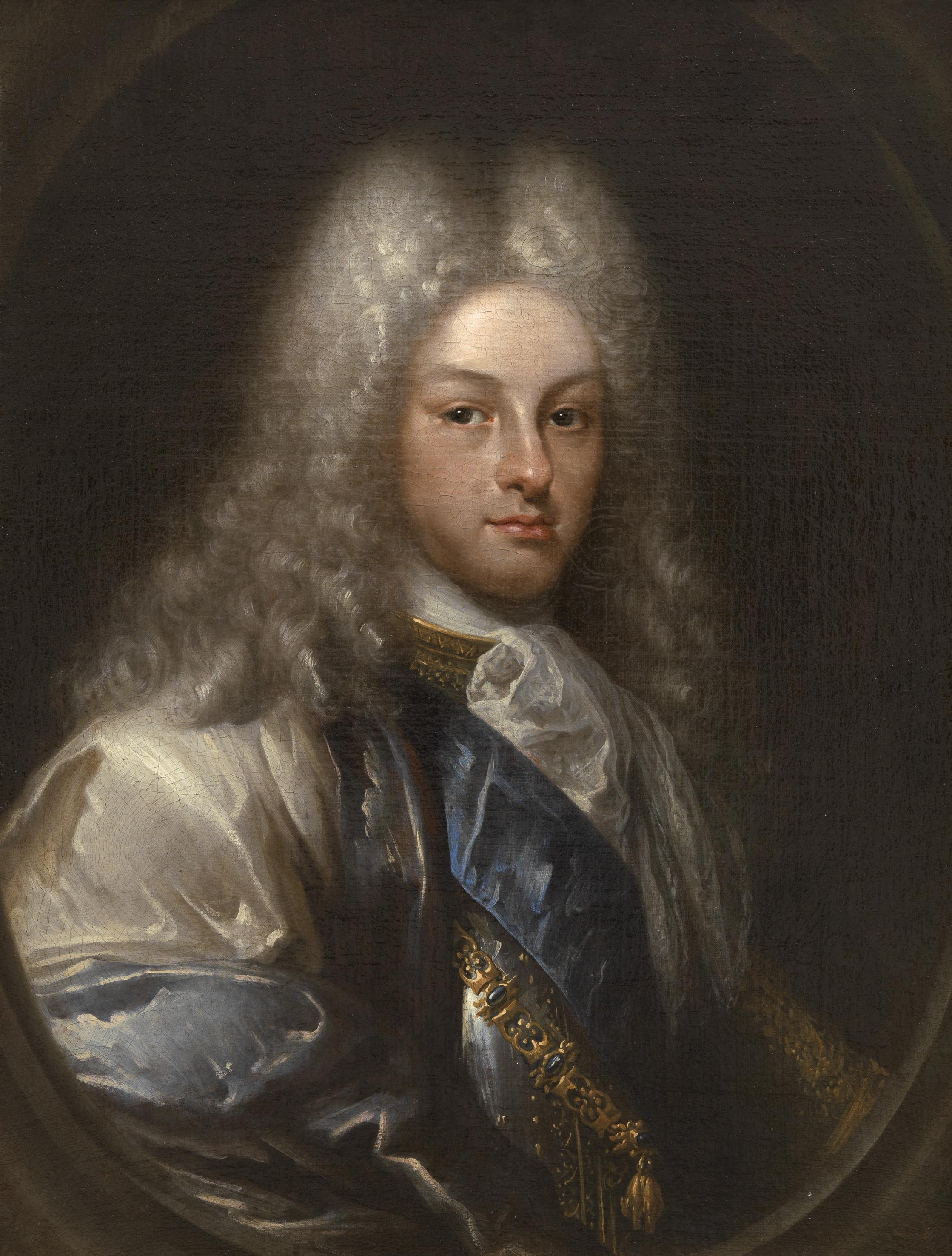
Felipe V da Espanha.

Entretanto, o comércio direto da Grã-Bretanha com a América espanhola seria uma fonte constante de problemas entre ambas as monarquias. Além desse, existiam outros motivos de conflito: problemas fronteiriços na América do Norte entre Flórida (espanhola) e Geórgia (britânica), queixas espanholas pelo estabelecimento ilegal de cortadores de madeira britânicos nas costas do Caribe, reclamação constante de retrocessão de Gibraltar e Minorca por parte da Espanha, o desejo britânico de dominar os mares, mais difícil ante a recuperação da marinha espanhola e a rivalidade conseguinte entre Grã-Bretanha e Espanha, algo que já tinha ocasionado uma curta guerra entre ambos os países em 1719 na que chegou a dar-se um falido intento espanhol de invadir a Inglaterra.
Entretanto, era no terreno comercial onde se produziria um incessante crescimento da tensão. A Espanha mantinha o monopólio comercial com suas colônias na América, com a única exceção das concessões feitas à Grã-Bretanha, relativas ao navio permitido e o comércio de escravos.
Sob as condições do Tratado de Sevilha (1729), os britânicos acordaram não comercializar com as colônias da América espanhola (exceto o navio permitido), para o qual acordaram permitir, a fim de verificar o tratado, que navios espanhóis interceptaram os navios britânicos em águas espanholas para verificar sua carga, o que era conhecido como «direito de visita».
Todavia, as dificuldades de abastecimento da América espanhola propiciaram o surgimento de um intenso comércio de contrabando nas mãos de holandeses e, fundamentalmente, britânicos. Ante tais feitos, a vigilância espanhola se incrementou, ao tempo que se fortificavam os portos e melhorava o sistema de comboios que servia de proteção à valiosa frota do tesouro que chegava da América. De acordo com o «direito de visita», os navios espanhóis poderiam interceptar qualquer barco britânico e confiscar suas mercadorias, já que, a exceção do navio permitido, todas as mercadorias com destino à América espanhola eram, por definição, contrabando. Dessa forma, não só navios reais, mas também outros navios espanhóis em mãos privadas, com concessão da coroa e conhecidos como guarda costas, podiam abordar os navios britânicos e confiscar suas mercadorias. Tais atividades eram qualificadas de pirataria pelo governo de Londres.

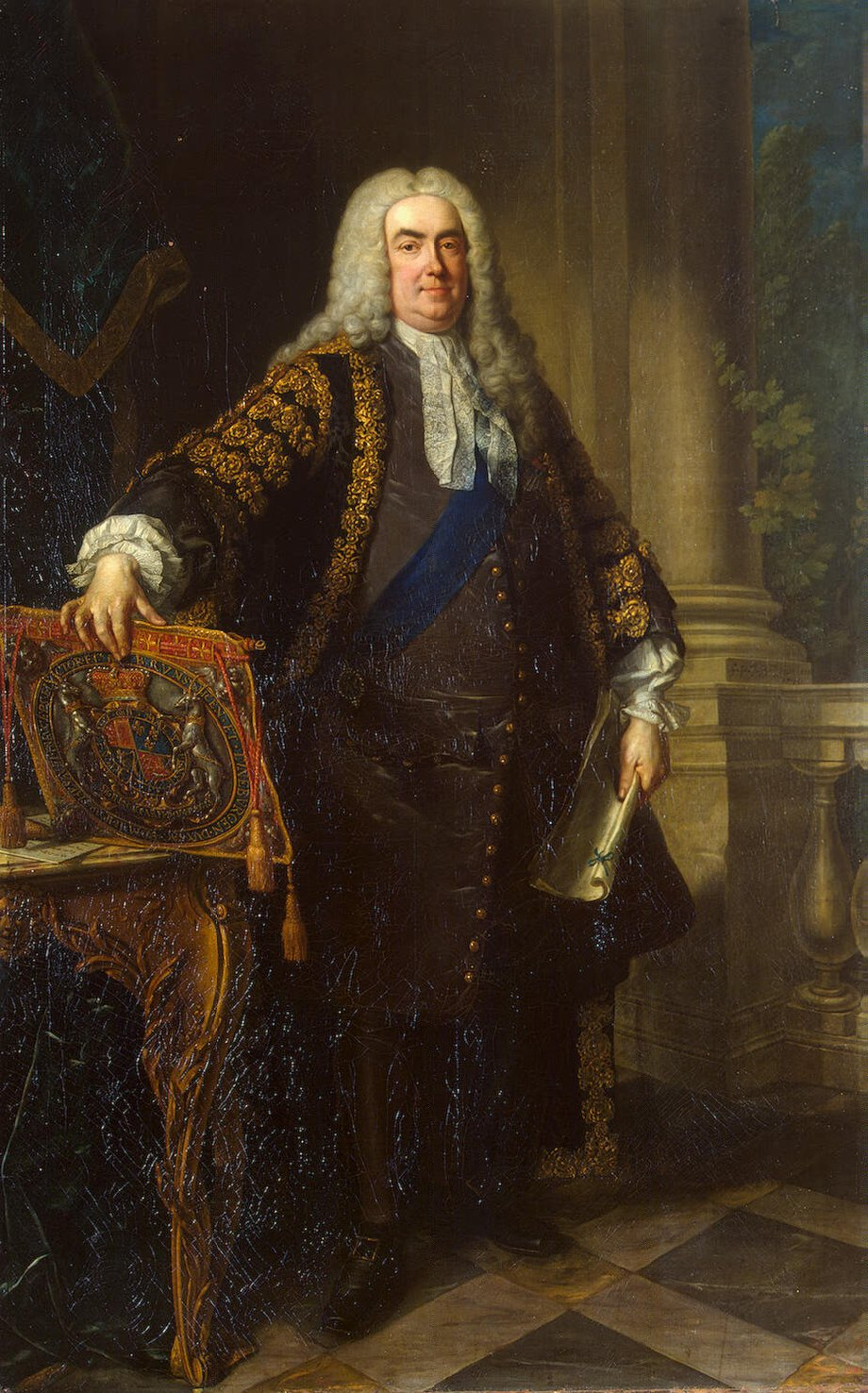
Robert Walpole, Primeiro-ministro britânico no momento de declarar a guerra.

Além do contrabando, havia ainda barcos britânicos dedicados à pirataria. Boa parte do continuo assédio da Frota das Índias recaía sobre a tradicional ação de corsários ingleses no Mar do Caribe, que remontava aos tempos de Francis Drake. As cifras de barcos capturados por ambos bandos diferem enormemente e são portanto muito difíceis de determinar: até setembro de 1741 os ingleses falam de 231 buques espanhóis capturados frente a 331 barcos britânicos abordados pelos espanhóis; segundo esses, as cifras respectivas seriam de só 25 frente a 186. Em qualquer caso, é de se notar que para então as abordagens espanholas com êxito seguiam sendo mais frequentes que os britânicos.
Entre 1727 e 1732, transcorreu um período especialmente tenso nas relações bilaterais, ao que seguiu um período de distensão entre 1732 e 1737, graças aos esforços em tal sentido do primeiro-ministro britânico —whig—, sir Robert Walpole e do Ministério da Marinha espanhol, ao que se uniu a colaboração entre ambos países na Guerra da Sucessão da Polônia. Não obstante, os problemas seguiram sem resolver-se, com o conseguinte incremento da irritação na opinião pública britânica (na primeira metade do século XVIII começa a se consolidar o sistema parlamentarista britânico, com a aparição dos primeiros jornais periódicos). A oposição a Walpole (não só tories, mas também um número significativo de whigs descontentes) aproveitou este feito para acossar a Walpole (conhecedor do balanço de forças e, por conseguinte, contrário à guerra contra a Espanha), começando uma campanha a favor da guerra. Nesse contexto se produziu a audiência de Robert Jenkins na Câmara dos Comuns em 1738, um contrabandista britânico cujo barco, o Rebecca, tinha sido apresado em abril de 1731 por um guarda-costas espanhol, confiscando-lhe a carga. Segundo o testemunho de Jenkins, o capitão espanhol, Julio León Fandiño, que apresou a nave, cortou-lhe uma orelha ao tempo que lhe dizia: «Ve y dile a tu rey que lo mismo le haré si a lo mismo se atreve». Em sua audiência ante a câmara, Jenkins apoiou seu testemunho mostrando a orelha amputada.

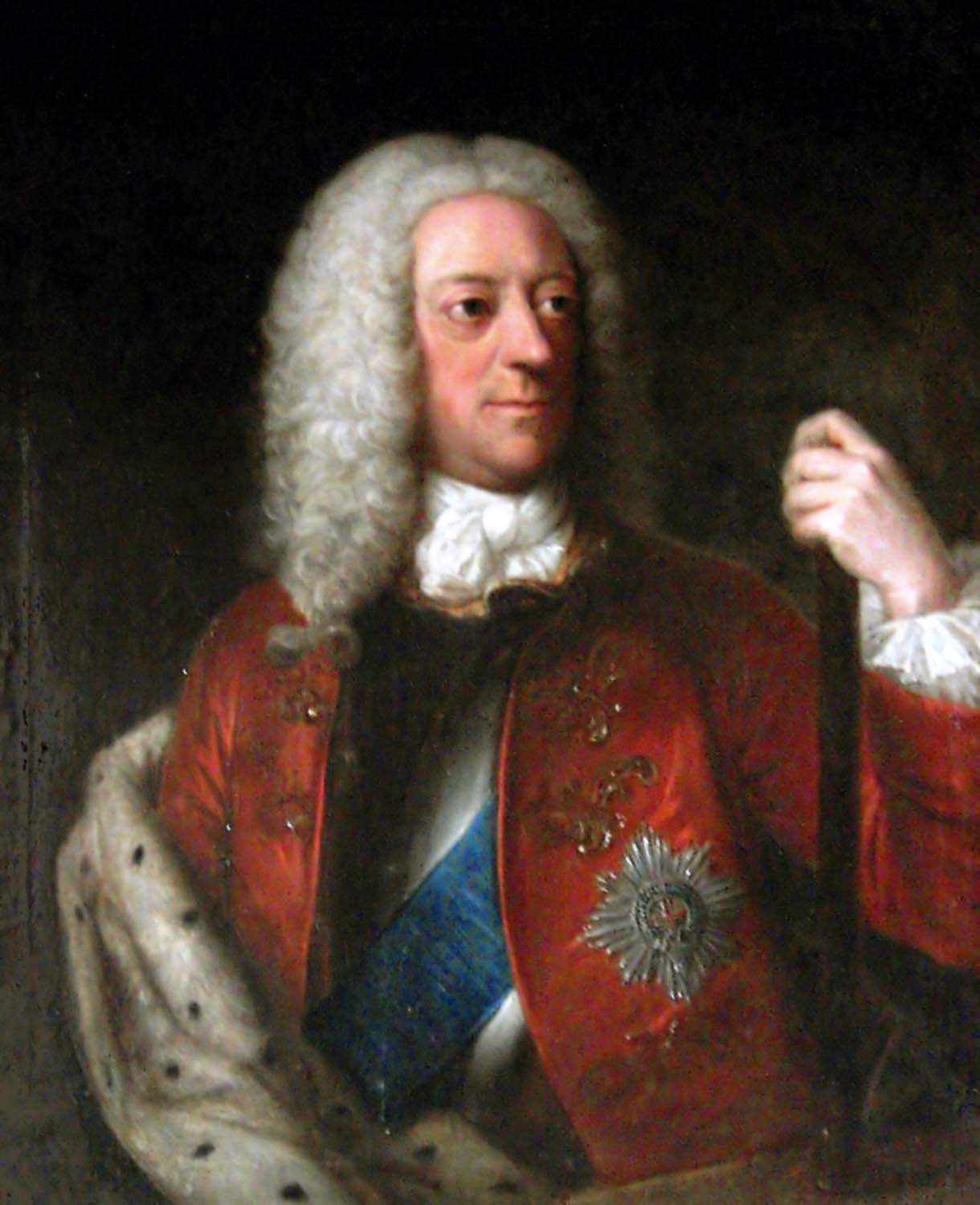
Jorge II da Grã-Bretanha.

A oposição parlamentar e posteriormente a opinião pública transformaram os incidentes em uma ofensa à honra nacional e claro casus belli. Incapaz de fazer frente à pressão generalizada, Walpole cedeu, aprovando o envio de tropas à América e de uma esquadra a Gibraltar com o comando do almirante Haddock, o que causou uma reação imediata por parte espanhola. Walpole tratou, então, de chegar a um entendimento com a Espanha no último momento, algo que foi conseguido momentaneamente com a assinatura do Tratado de El Pardo (1739) (14 de janeiro de 1739), pelo que ambas as nações se comprometiam a evitar a guerra e a pagar-se compensações mútuas, além de ficar acordado um novo tratado futuro que ajudasse a resolver outras diferenças acerca dos limites territoriais na América e os direitos comerciais de ambos.
Entretanto, o tratado foi rechaçado pouco depois, no parlamento britânico, contando também com a decidida oposição da Companhia dos Mares do Sul. Estando assim as coisas, o rei Felipe V exigiu o pagamento das compensações acordadas por parte britânica antes de a Espanha o fazer.
Nos dois países as posições endureceram, incrementando os preparativos para a guerra. Finalmente, Walpole cedeu às pressões parlamentares e das ruas, aprovando o início da guerra. Ao mesmo tempo, o embaixador britânico na Espanha solicitou a anulação do «direito de visita». Longe de ceder às pressões britânicas, Felipe V suprimiu o «direito de assento» e o «navio permitido», e reteve todos os barcos britânicos que se encontravam em portos espanhóis, tanto na metrópole como nas colônias americanas. Ante tais fatos, o governo britânico retirou seu embaixador de Madri (14 de agosto) e declarou formalmente a guerra à Espanha (19 de outubro de 1739).

## A guerra

### Puerto Bello

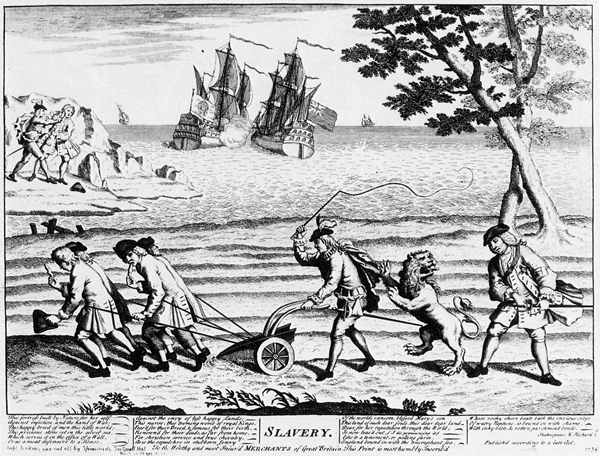
Sátira britânica de 1738 em que aparece o leão inglês atacando um arado tirado por escravos que representa o sistema colonial espanhol. Ao fundo pode-se ver Fandiño cortando a orelha de Jenkins e a um barco britânico em plena batalha com um espanhol.

A primeira ação foi protagonizada pelo almirante Edward Vernon, que no comando de seis naves capturou e destruiu Puerto Bello (atual Portobelo, no Panamá), um centro de exportação de prata no Vice-reino de Nova Granada em novembro de 1739. O êxito foi enormemente magnificado pela nascente imprensa inglesa, a qual publicou toda classe de sátiras sobre as forças espanholas ao mesmo tempo que lançava louros a Vernon. Durante uma cena em honra a este a que assistiu o rei Jorge II da Inglaterra, em 1740, foi apresentado um novo hino criado para comemorar a vitória, que não é outro que o atual hino nacional britânico God Save the King. Um vestígio dessas celebrações pode ainda ser encontrado no mapa da cidade de Londres: a conhecida via Portobello Road, ainda que urbanizada na segunda metade do século XIX, deriva seu nome de uma granja situada anteriormente no lugar, e denominada Portobello Farm em comemoração dessa batalha.

### Nueva Granada (a batalha de Cartagena)

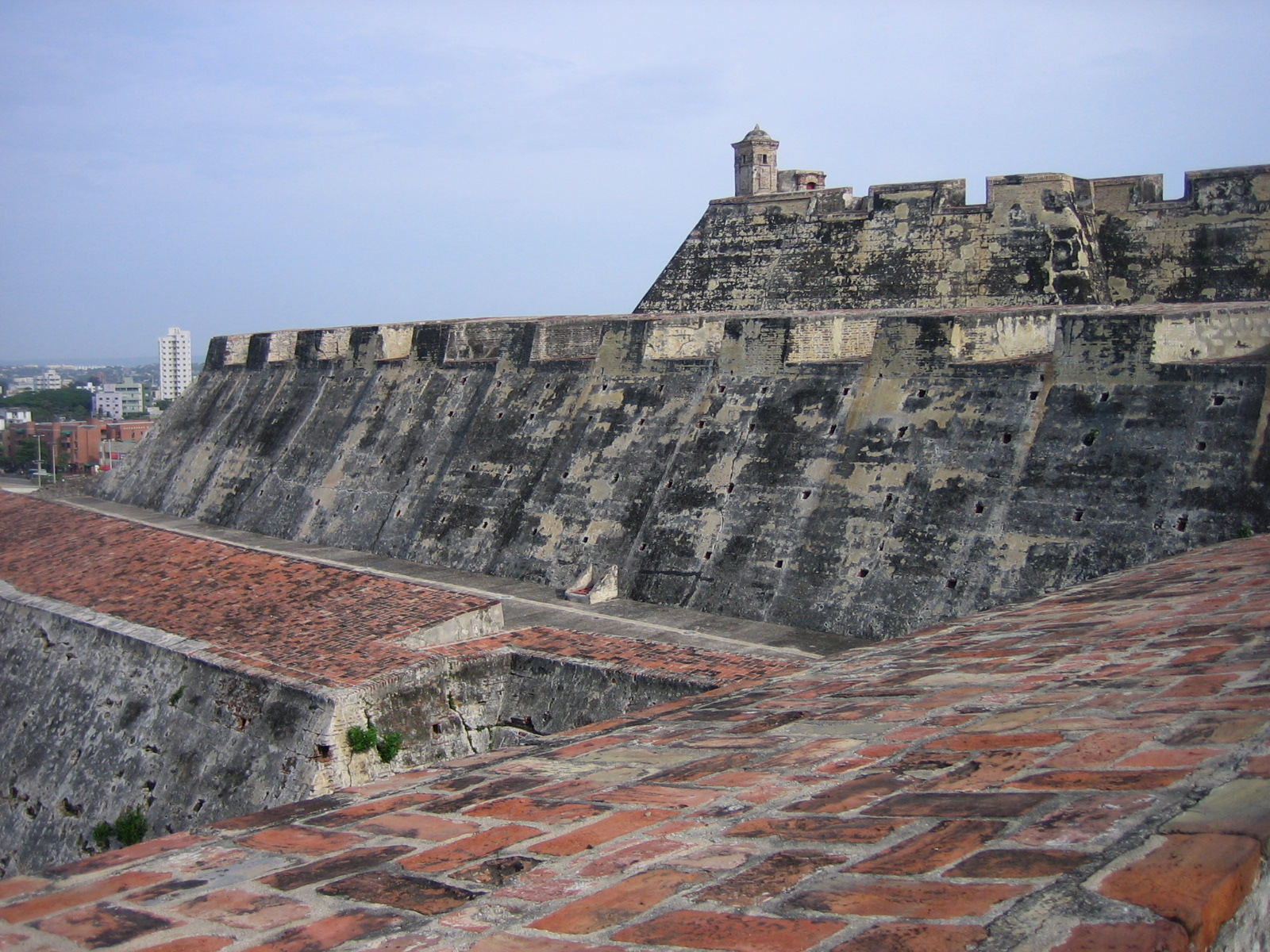
Fortaleza de San Felipe de Barajas em Cartagena. Uma enorme frota britânica liderada pelo Almirante Vernon foi derrotada em 1741 pelas forças espanholas de Blas de Lezo que defendiam esse forte.

A inesperada vitória em Puerto Bello (que não recuperaria sua importância portuária até a construção do Canal do Panamá) conduziu a uma troca nos planos britânicos. Ao invés de concentrar seu ataque seguinte sobre Havana com a intenção de conquistar Cuba, como era previsto, Vernon partiria outra vez para Nueva Granada para atacar Cartagena das Índias, porto principal do Vice-reino e ponto de partida principal da Frota das Índias até a Península Ibérica. Os britânicos reuniram, então, na Jamaica, a maior frota vista até então, composta por 186 naves (60 a mais que a famosa Grande Armada de Felipe II) a bordo das quais iam 2 620 peças de artilharia e mais de 27 mil homens, entre os que se incluíam 10 mil soldados britânicos encarregados de iniciar o assalto, 12,6 mil marinheiros, mil cataneiros escravos da Jamaica e 4 mil recrutas da Virgínia dirigidos por Lawrence Washington, meio-irmão do que seria o pai da independência dos Estados Unidos.
A difícil tarefa de defender a praça correu a cargo do veterano marinheiro basco Blas de Lezo, curtido em numerosas batalhas navais da Guerra de Sucessão Espanhola na Europa e vários enfrentamentos com os piratas do Caribe e Argélia. Apenas contava com a ajuda de Melchor de Navarrete e Carlos Des Naux, uma flotilha de seis naves (a nau capitânia Galicia mais os buques San Felipe, San Carlos, África, Dragón e Conquistador) e uma força de 3 mil homens entre soldados e milícia urbana à que se uniram 600 arqueiros índios do interior.

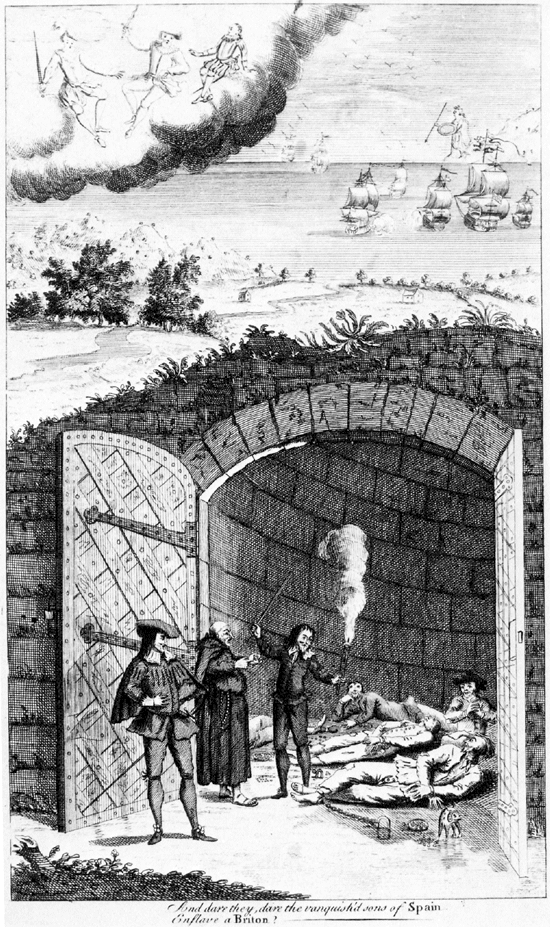
Gravura publicada na imprensa britânica em 1738, no que era chamada a guerra contra a Espanha. Os prisioneiros representados são britânicos e os carcereiros, espanhóis. Ao fundo, a frota britânica avança, seguindo aos fantasmas de Thomas Cavendish, Walter Raleigh e Robert Blake, com o fim de consumar a vingança.

Vernon ordenou o bloqueio o porto em 13 de março de 1741, ao tempo que desembarcava um contingente de tropas e artilharia destinado a tomar o castelo de San Luis de Bocachica, contra o que abriram fogo de forma simultânea as naves britânicas a razão de 62 tiros de canhão por hora. Lezo dirigiu quatro das naves em ajuda aos 500 soldados que defendiam a posição com Des Naux a frente, mas os espanhóis tiveram de retirar-se finalmente até a cidade, que já estava começando a ser evacuada pela população civil. Depois de abandonar também o castelo de Bocagrande, os espanhóis se reuniram na fortaleza de San Felipe de Barajas enquanto os virginianos de Washington se despregavam na colina que cercava La Popa para tomar posições. Foi então quando Edward Vernon cometeu o erro de dar a vitória por conseguida e mandou um correio à Jamaica comunicando que tinha conseguido tomar a cidade. O informe foi reenviado mais tarde a Londres, onde as celebrações alcançaram notas ainda maiores que as realizadas por Portobelo, chegando a cunharem medalhas comemorativas nas que aparecia Blas de Lezo ajoelhando-se diante de Vernon. Na medalha, constava Lezo como um torto, manco e teria uma mão impedida devido a diferentes feridas sofridas anos atrás (era conhecido como Meio-homem), mas nenhum desses rótulos se refletiu nas medalhas com o fim de que não se tivesse a ideia de ter derrotado a um inimigo frágil.
Mas, para desgraça de Vernon, o que estava por chegar não era a tão esperada vitória britânica. A noite de 19 de abril foi produzido um assalto a San Felipe que se julgava definitivo, levado a cargo por três colunas de granadeiros apoiados pelos jamaicanos e várias companhias britânicas, convenientemente ajudados pela escuridão e o constante bombardeio procedente dos buques. Ao chegar ante as muralhas, elas eram mais altas do que pareciam e as escadas eram demasiado curtas, de tal maneira que não podiam atacar nem fugir devido ao peso do equipamento. Aproveitando disso, os espanhóis abriram fogo contra os britânicos, produzindo uma mortandade sem precedentes. Ao amanhecer, os defensores abandonaram suas posições e carregaram contra os assaltantes à baioneta, massacrando a maioria e fazendo fugir aos que iam aos barcos. Apesar dos constantes bombardeios e o afundamento da pequena frota espanhola (a maioria pelo próprio Lezo, para bloquear a boca do porto), os defensores as engenharam para impedir o desembarque do resto das tropas inglesas, que se viram obrigadas a permanecer nos barcos durante um mês sem provisões suficientes. Em 9 de maio, com a infantaria praticamente destruída pela fome, as enfermidades e os combates, Vernon se viu obrigado a levantar o assédio e voltar à Jamaica. Seis mil britânicos morreram frente a menos de mil espanhóis, deixando alguns barcos tão vazios que foi preciso afundá-los por falta de tripulação. A maior operação da Royal Navy até o momento tinha como saldo final a maior derrota de sua história.
Vernon tratou de estancar esse grande fracasso atacando aos espanhóis na baía de Guantánamo, em Cuba e logo, em 5 de março de 1742 e com a ajuda de reforços mandados desde a Europa, no Panamá. Ali esperava repetir o êxito de Portobelo e foi precisamente a este lugar aonde se dirigiu. Entretanto, os espanhóis abandonaram a localidade (que continuava destruída) e foram até a Cidade do Panamá, desbaratando o posterior intento britânico de desembarcar e plantar batalha em terra. Vernon se viu obrigado, finalmente, a regressar à Inglaterra, onde comunicou que o triunfo de que tinha informado previamente não existia. Isso causou tal vergonha a Jorge II que o próprio rei proibiu que fosse escrito sobre o assunto a seus historiadores.

### Cuba

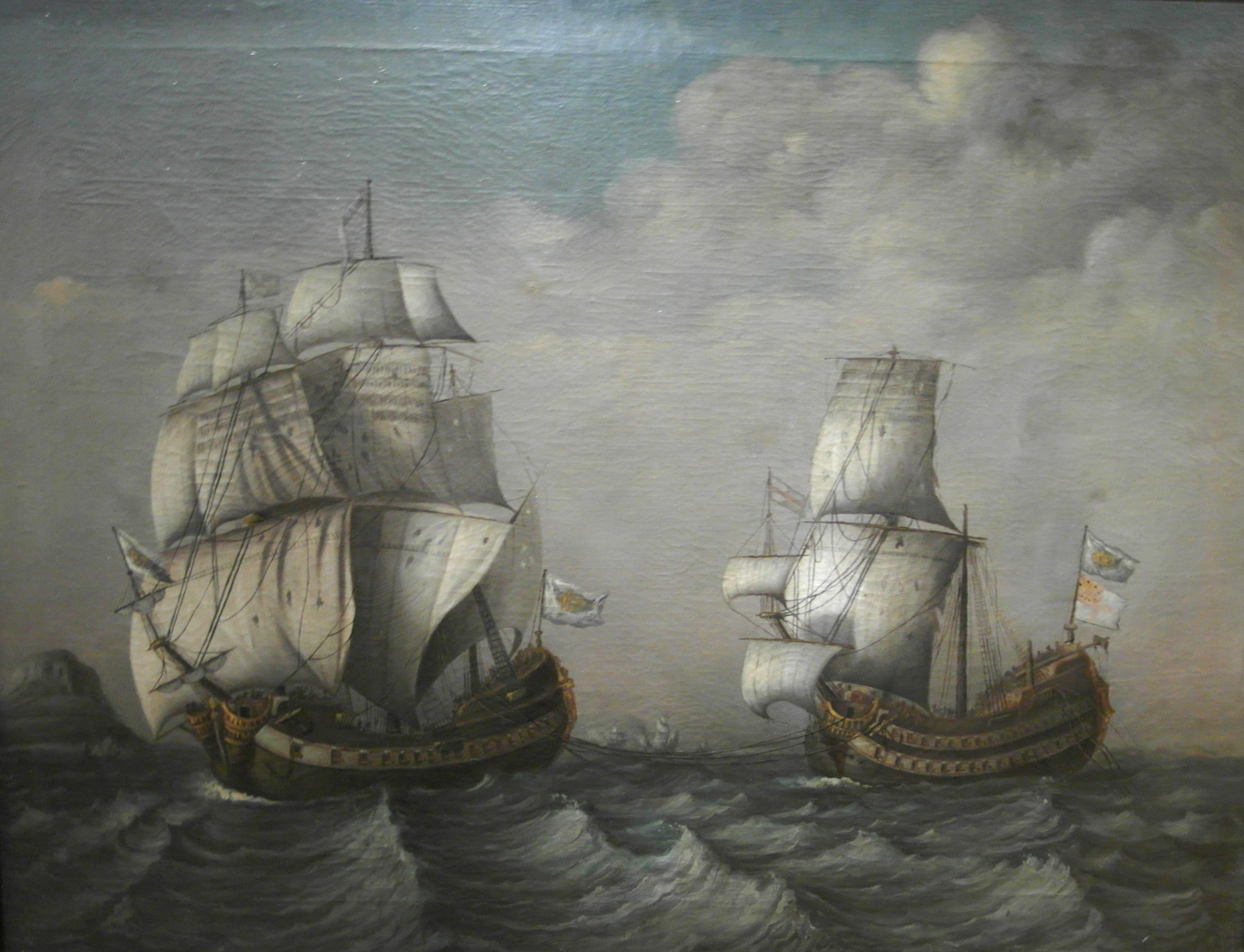
Uma fragata espanhola rebocando um buque britânico capturado durante a Guerra da orelha de Jenkins.

Como já foi dito antes, os britânicos tinham eleito Cuba (a maior e mais importante das Antilhas com diferença) como uma de suas metas iniciais, mas o plano de conquistá-la estancou depois do êxito em Portobelo. Quando a frota de Vernon fracassou ao tentar tomar Cartagena das Índias e os britânicos se deram conta de que Nova Granada não estava tão mal defendida como inicialmente acreditavam, decidiram retomar o aprisionamento de Cuba. O plano inicial incluía a tomada de Santiago, onde seria estabelecida uma base para poder bloquear o Paso de los Vientos, situado entre Cuba e Hispaniola. Em 1 de julho de 1741 a frota de Vernon deixou a Jamaica e se dirigiu contra Santiago de Cuba, mas a presença de uma grande guarnição na cidade impediu tomá-la mediante um ataque direto. Em seu lugar, as naves se dirigiram até o leste e em 18 de julho desembarcaram na Baía de Guantánamo 3,4 mil soldados dirigidos pelo general George Wentworth. Entre eles, encontravam-se os sobreviventes do regimento virginiano de Washington.
O novo plano estabelecia dessa vez a construção de uma base ao norte da baía, para invadir Guantánamo e atacar mais tarde Santiago. Se Wentworth chegou bem até as proximidades de Guantánamo com escassa resistência, o aprisionamento fracassou, devido a seu exército ter caído gravemente afetado pelas doenças tropicais. Em 23 de julho Wentworth já dava por fracassada a iniciativa, feito que lhe valeu uma reprimenda por parte de Vernon. As tropas se retiraram da ilha em novembro, ainda que a frota britânica continuasse bloqueando o porto de Santiago até o mês seguinte. Posteriormente, o grosso das naves regressou à base jamaicana de Port Royal, ainda que uns poucos barcos dirigiram-se ao Paso de los Vientos para realizar atividades de corso, e outros foram enviados a vigiar a frota espanhola de Havana.
Cuba não voltaria a ter um papel relevante na guerra até 1748, ano em que o contra-almirante britânico Charles Knowles deixou a Jamaica com a intenção de interceptar a Frota de Índias em sua viagem desde Veracruz à Havana. Depois de rondar durante vários meses as costas da ilha, a esquadra de Knowles enfrentou finalmente com a frota de Havana comandada pelo general Andrés Reggio em 1 de outubro no canal das Bahamas. Esse enfrentamento terminou sem um claro vencedor. Posteriormente, Knowles rumou à Havana, onde em 12 de outubro encontrou quase por casualidade com uma pequena esquadra espanhola dirigida por Reggio e o também general Benito Spínola. Apesar de sua superioridade, a frota britânica só pode afundar um barco e danificar o suficiente outro, para obrigar a sua própria tripulação a incendiá-lo. As outras quatro naves espanholas regressaram à Havana. Knowles, não obstante, considerou que não tinha feito mal e mandou um informe a Londres dizendo que se dispunha a capturar a Frota das Índias. Para sua surpresa, o que recebeu foi uma reprimenda, já que os governos britânico e espanhol tinham firmado a paz poucos dias antes.

### América do Norte

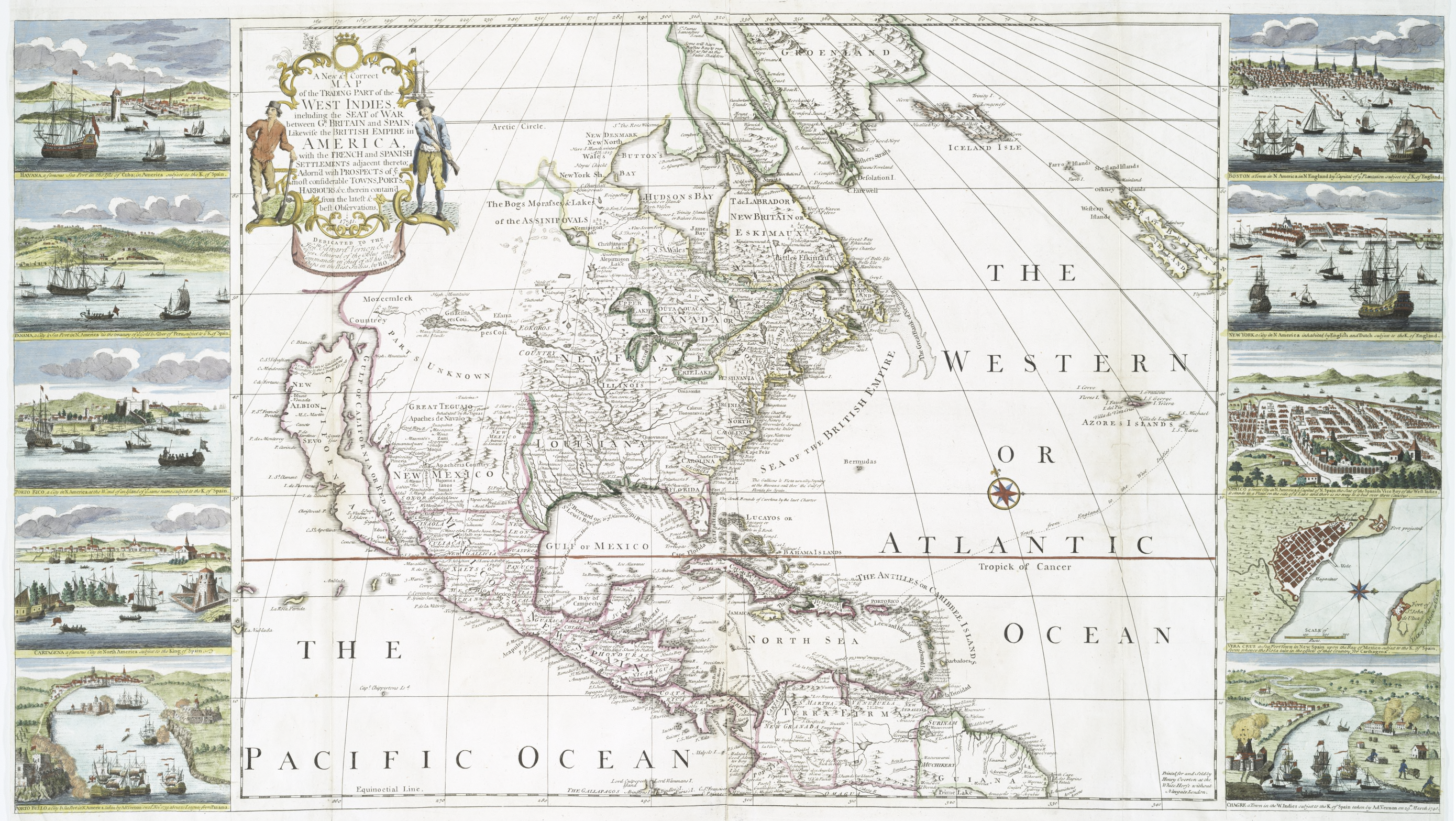
Mapa britânico de 1741 no que são representadas a América do Norte e as ilhas do Caribe, refletindo o estado de guerra entre Espanha e Grã-Bretanha.

Os combates na frente norte-americana tiveram como centro Georgia, uma jovem colônia fundada por ex-presidiários em 1733 que já tinha conhecido a guerra contra os espanhóis em 1735, e que se veria no olho do furacão por sua proximidade com as possessões espanholas na Flórida e as francesas na Luisiana. Com a ideia de que um ataque preventivo seria a melhor defesa frente a uma previsível invasão espanhola, o governador James Edward Oglethorpe acordou a paz com os índios seminoles com o fim de mantê-los neutros no conflito e ordenou a invasão da Flórida em janeiro de 1740. Em 31 de maio os britânicos assediaram a fortaleza de San Agustín, mas ela resistiu bem e os assaltantes viram-se obrigados a levantar o sítio em julho devido à chegada de reforços espanhóis procedentes de Havana e retroceder até o outro lado da fronteira. Outras tentativas britânicas de penetrar na Flórida foram igualmente infrutíferas.
O contra-ataque espanhol, de pouca presença devido a que a maioria das tropas estavam ocupadas em outras frentes, formou-se finalmente em julho de 1742. Com o fim de bloquear o passo entre a base britânica de Savannah e a Flórida, o governador Manuel de Montiano dirigiu uma pequena operação na ilha de Saint Simons, defendida pelos fortes Saint Simons e Frederica. As tropas atacantes estavam formadas por soldados de San Agustín, granadeiros de Havana e milicianos negros do Forte Mose, antigos escravos fugitivos dos britânicos que tinham sido acolhidos e armados pelos espanhóis para formar uma peculiar força fronteiriça. Em primeiro lugar, os espanhóis ocuparam o forte St. Simons com o fim de convertê-lo em sua base de operações, e logo avançaram até Frederica. Entretanto, foram surpreendidos numa emboscada por um conjunto de soldados ingleses, colonos escoceses das Highlands e índios yamacraw e retiraram depois de uma dezena de baixas. Durante a viagem de volta Montiano se deu conta de que alguns soldados tinham ficado separados sob as linhas inglesas e planificou uma expedição de resgate através de um pântano. No meio do pântano foram emboscados de novo por uma patrulha inglesa, mas depois de uns poucos combates a patrulha pôs-se em fuga até Frederica. Isso enfureceu a Oglethorpe, que ordenou aos fugitivos que regressassem junto com parte da guarnição do forte para atacar aos espanhóis. Entretanto, quando chegaram ao chaco encontraram-se com os escoceses, que tinham mantido uma nova batalha contra os espanhóis, matando a sete deles e obrigando-os a retirar-se ao acabar a munição. Todavia, a presença espanhola em Saint Simons representava um perigo constante, assim Oglethorpe decidiu eliminá-lo por meio de um engano: comunicou a um prisioneiro espanhol que estava a ponto de chegar grandes reforços desde Charleston (o que era falso, pois só poderiam enviar algumas naves menores) e ato seguinte, o liberou. Ele regressou a Saint Simons e comunicou a falsa notícia a Montiano, que optou por destruir o forte e voltar para a Flórida.

### A expedição de Anson ao Pacífico

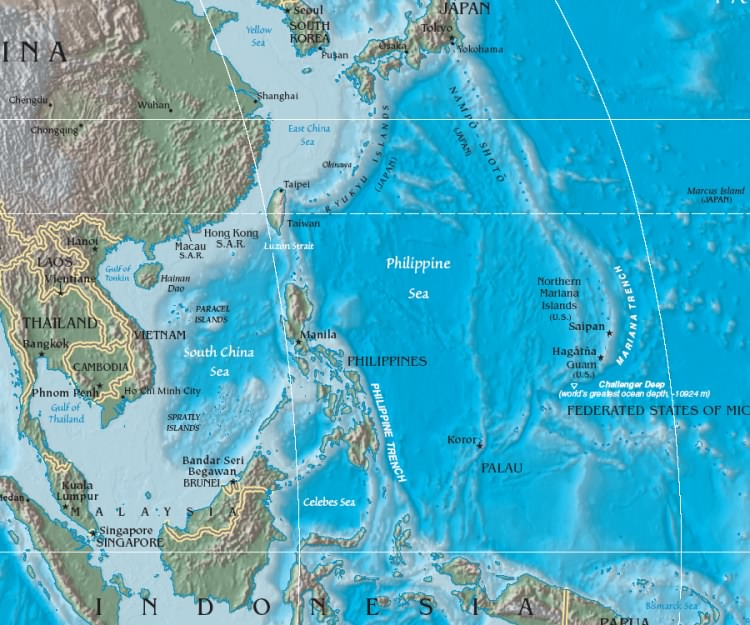
Mar das Filipinas e zonas circundantes.

Em 16 de setembro de 1740, outra esquadra britânica dirigida pelo comodoro George Anson dirigiu-se até a América do Sul com a intenção de cruzar o cabo Horn e atacar aos espanhóis no Oceano Pacífico. A expedição se encontrou com uma violenta tormenta no extremo sul da América que destruiu um dos barcos e impediu a outros dois cruzar o cabo, obrigando-os a regressar à Inglaterra. Em junho de 1741 as três naves restantes alcançaram o arquipélago Juan Fernández; então a tripulação foi reduzida a um terço da original, devido principalmente à ação das moléstias. Entre 13 e 14 de novembro os britânicos saquearam o pequeno porto de Paita, na costa do Peru. Depois de abandonar dois de seus buques e introduzir a todos os marinheiros sobreviventes na nave insígnia, o Centurion, Anson rumou à ilha de Tinian e logo a Macau com a intenção de interceptar o Galeão de Manila, encarregado de levar os ingressos procedentes do comércio com a China ao México. Entretanto, ao chegar ao Mar da China Meridional Anson encontrou-se com ataques inesperados por parte dos chineses. Para eles, todo barco que não fosse para a região com interesses comerciais era considerado pirata e como tal deveria ser apresado e afundado.
Anson não se deu por vencido e depois passar pelas naves chinesas durante um ano conseguiu apresar o galeão Nuestra Señora de Covadonga em 20 de junho de 1743, que ainda navegava nas cercanias das Filipinas. As mercadorias capturadas foram revendidas aos chineses em Macau e Anson retornou então à Grã-Bretanha depois contornar o Cabo da Boa Esperança em 1744. Depois de tantas calamidades sofridas, o comodoro se converteu em um homem rico graças aos lucros obtidos pela captura do Covadonga.

### Participação francesa
Devido ao acordado no Primeiro Pacto de Família (1733), a França se viu imersa na guerra em apoio da Espanha, pelo que o próprio cardeal Fleury, valido de Luis XV, enviou ao Caribe uma frota composta por 22 navios de guerra sob o comando do almirante Antoine-François d' Antin.
Entretanto, a participação francesa não foi destacável por conta de uma epidemia ter se abatido sobre a frota enquanto permanecia ancorada na colônia de Saint Domingue (Haiti), à espera de unir-se às naves espanholas. A isso se uniram dificuldades para abastecer às tropas francesas desde a metrópole, já que ao contrário das colônias espanholas, as possessões francesas na América não poderiam garantir um bom abastecimento de alimentos. Depois de umas poucas ações menores, França e Grã-Bretanha acordaram uma trégua entre 1741 e 1744, mantendo assim a França fora da Guerra da orelha de Jenkins.
Ao voltarem as hostilidades, os franceses lutaram contra os britânicos na Índia e no Canadá como parte da Guerra de Sucessão Austríaca, mas não teve operações conjuntas com os espanhóis fora da Europa. No geral, a campanha americana foi má para os franceses, que perderam o Forte Louisbourg, situada na ilha de Cape Breton (atual Nova Escócia).

### Negociações de Lisboa
Desde agosto de 1746, começaram as negociações na cidade de Lisboa, em Portugal neutro, para tentar arranjar um acordo de paz. A morte de Filipe V da Espanha levou seu filho Fernando VI ao trono, e ele estava mais disposto a ser conciliador em relação às questões comerciais. No entanto, por causa de seus compromissos com seus aliados austríacos, os britânicos não conseguiram concordar com as exigências territoriais espanholas na Itália e as negociações fracassaram.

## Consequências
Pode-se dizer que a guerra entrou em “ponto morto” a partir de 1742 (exceto pelas ações menores de Anson e Knowles) mas o início da Guerra da Sucessão Austríaca na Europa, na que Espanha e Grã-Bretanha tinham interesses conflitantes, provocou que não se assinara paz alguma até o Tratado de Aquisgrão de 1748. Este pôs fim a todas as hostilidades, retornando praticamente todas as terras conquistadas a quem as governavam antes da guerra com o fim de garantir o retorno ao statu quo anterior.
No caso da América espanhola, a ação do tratado foi praticamente inexistente, já que ao final da contenda nenhum território (com a exceção de Louisbourg, que retornou para mãos francesas) permanecia sob outra ocupação que não fosse a original. A Espanha renovou tanto o direito de assento como o navio permitido com os britânicos, cujo serviço foi interrompido durante a guerra. Entretanto, essa restituição duraria apenas dois anos, já que pelo Tratado de Madrid (1750), a Grã-Bretanha renunciou a ambos em troca de uma indenização de 100 mil libras. Essas concessões, que em 1713 pareciam tão vantajosas (e foram algumas das cláusulas do Tratado de Utrecht), havia se tornado prescindíveis em 1748. Além disso, então já parecia claro que a paz com a Espanha não duraria muito (foi quebrado de novo em 1761, ao somar-se os espanhóis à Guerra dos Sete Anos em apoio aos franceses), dessa forma suas perdas não resultava em nada catastrófica.
A derrota britânica na guerra e, em especial, em Cartagena de Índias, assegurou a preponderância espanhola no Atlântico até o final do século XVIII, apesar das contínuas rivalidades com Grã-Bretanha e França. Se Vernon tivesse um êxito retumbante em sua campanha, os britânicos poderiam ter exigido a paz antes do início da contenda austríaca e provavelmente teriam reclamado a entrega da Flórida, Cuba e inclusive porções da costa de Nova Granada. Isso teria convertido o Caribe espanhol num mar britânico (como era pretendido) e adiante, poderia ter precipitado o expansionismo britânico sobre o México, igual a ocupação da Terra Nova durante a Guerra de Sucessão Espanhola acabou conduzindo ao desaparecimento do Império colonial francês na América do Norte meio século depois. Não cabe dúvida que, nesse caso, a configuração do mapa político americano posterior teria sido bem diferente.